# Gare de Montaigu
Gare de Montaigu vasútállomás Franciaországban, Montaigu településen.

## Vasútvonalak
Az állomást az alábbi vasútvonalak érintik:
- Nantes–Saintes-vasútvonal

## Kapcsolódó állomások
A vasútállomáshoz az alábbi állomások vannak a legközelebb:
- Gare de Clisson
- Gare de L'Herbergement - Les Brouzils